# Christliche Gemeinschaft Hirt und Herde
Die Christliche Gemeinschaft Hirt und Herde (Abkürzung: HH) ist eine religiöse Glaubensgemeinschaft, die sich Ende des 19. Jahrhunderts im Gebiet des heutigen Sachsen bildete.
Während des Ersten Weltkrieges ab 1916 und in der Zeit des Nationalsozialismus ab September 1933 war die Religionsgemeinschaft verboten.

## Geschichte
Stifter der Gemeinschaft war der Weber August Hermann Hain. Am 23. November 1894 hatte er eine „Erweckung als Liebe des Vaters“ und sammelte seither als „Hirte“ seine „Herde“. Um 1912 nahm die Öffentlichkeit erstmals Notiz von der Gruppe, als „Vater Hain“ in Gasthäusern in Glauchau und Meerane auftrat. Hain wurde 1913 wegen Religionsvergehens bestraft, und während des Ersten Weltkriegs war seine Gemeinschaft in verschiedenen Armeekorpsbereichen verboten.
Trotz mancherlei Behinderungen wuchs Hains Anhängerschaft ständig an und beteiligte sich 1924, 1926 und 1929 erfolgreich an den Kommunalwahlen in Plauen. Aufgrund der Verordnung des Reichspräsidenten zum Schutz von Volk und Staat wurde die Herde 1933 verboten. Nach Kriegsende baute Hains Sohn Karl Hermann Hain die Gemeinschaft wieder auf. Auf einer Feier anlässlich des hundertsten Geburtstages des Gründers versammelten sich 1948 um 3.000 bis 4.000 Teilnehmer in Meerane. Am 3. April 1951 erkannte das Ministerium des Inneren der DDR die Christliche Gemeinschaft Hirt und Herde als Religionsgemeinschaft an. 1964 betrug die Gesamtzahl der Mitglieder etwa 5.000 bis 6.000.

## Lehre
Die Gemeinschaft hat es „sich zur Aufgabe gemacht, die Menschen ohne Zeremonien durch die lutherische Bibel auf den richtigen Weg zu Gott zu führen“. Dieser Weg soll im Leben der Gemeinschaft wie im Leben der Einzelnen verwirklicht werden. Es gibt keine eingetragene Mitgliedschaft. Die Zugehörigkeit ergibt sich durch den regelmäßigen Besuch der örtlichen Bibelstunden. 
„Abgelehnt wird die Teilnahme an allen Vergnügungen und weltlichem Wesen wie Tanz, Kino, Theater, Mode, der Genuß von Tabak und auch übermäßiger Alkoholgenuß“. „Geschlechtsverkehr soll nur innerhalb der Ehe geübt werden und auch da bloß zum Zwecke der Kinderzeugung“.
Entsprechend dem Zeremonienverzicht wird Taufe unter Berufung auf Eph 5,26  als „Hören des Wortes Gottes“ verstanden; eine Wassertaufe kennt die Gemeinschaft nicht. Der Taufbefehl Jesu (Mt 28,19 ) wird als Aufforderung, alles Gehörte weiterzuerzählen, verstanden. Das Abendmahl wird nicht praktiziert, da man Jesu Worte in den Abendmahlsberichten nicht als Einsetzungsbefehl versteht. Das Gebet wird nicht in Versammlungen, sondern „nur im Kämmerlein gepflegt“ (Mt 6,6 ), weil es „nur jeweils dem einzelnen die Verbindung mit Gott bringt“.
Die Lehre der Christlichen Gemeinschaft Hirt und Herde bezieht sich auf die Bibel als heilige Schrift, jedoch geht man im Gegensatz zur christlichen Lehre von einer wiederholten Inkarnation Gottes im Laufe der Weltgeschichte aus. In Anlehnung an die biblische Schöpfungsgeschichte wird der Weltenlauf in sechs Perioden zu je 2000 Jahren eingeteilt, die den einzelnen Schöpfungstagen entsprechen. In jeder Periode inkarniert sich Gott von Neuem, um die Menschen zu läutern. Als bisherigen Inkarnationen werden Adam, Melchisedek, Mose, Elia, Jesus Christus und letztlich „Vater Hain“ (August Hermann Hain), der Gründer der Gruppe, angegeben. Da nun durch Hain die letzte Inkarnation erfolgt sei, sei Gottes Werk vollendet; es folge der „göttliche Ruhetag“, an dem die Welt an ihr Ziel komme und eine „Herde unter einem Hirten“ sein werde.
Die Inkarnationen werden als „Fleischwerden Gottes“ verstanden, wobei der jeweilige Körper nur als Wohnung und Werkzeug der eigenen Seele dient. Dieses Verständnis wird auf alle Menschen übertragen, wodurch Verstorbene keines besonderen Kultes würdig sind. Es findet daher nach dem Tod eines Angehörigen der Gemeinschaft keine Trauerfeier oder Beerdigung statt; die Leiche wird einem Bestatter übergeben.
In einigen Bereichen wie der Lehre von den Seelen, der Herkunft und der Entwicklung des Menschen stimmen Hains Aussagen mit denen von Jakob Lorber überein, auch wenn Hain Lorbers Schriften nicht gekannt habe.

## Ausbreitung
Man schätzt die Anhängerschaft gegenwärtig auf etwa 1500 Mitglieder, die hauptsächlich in den zwölf „Bezirken“ Auerbach/Vogtl., Chemnitz, Crottendorf, Dresden, Gera, Jena, Leipzig, Meerane, Plauen, Rehau, Zwickau und Horn/Niedersachsen leben.